# Jeferson Morais
Jeferson de Góis Morais, mais conhecido como Jeferson Morais, (União dos Palmares, 19 de dezembro de 1961 — Maceió, 10 de fevereiro de 2020) foi um jornalista, redator, radialista e político brasileiro. Foi deputado estadual por Alagoas.